# Super Bowl XX
Super Bowl XX var den 20. udgave af Super Bowl, finalen i den amerikanske football-liga NFL. Kampen blev spillet 26. januar 1986 i Louisiana Superdome i New Orleans og stod mellem Chicago Bears og New England Patriots. Bears vandt 46-10 og sikrede sig dermed holdets første Super Bowl-sejr nogensinde.
Kampens MVP (mest værdifulde spiller) blev Bears defensive end Richard Dent.
| NFL | Spire Denne artikel om NFL er en spire som bør udbygges. Du er velkommen til at hjælpe Wikipedia ved at udvide den. |